# Izzy Stradlin
Izzy Stradlin, ameriški kitarist, * 1962, Lafayette, ZDA. 
Stradlin je bil član skupine Guns N' Roses.